# Stadion im. Borisa Paiczadze
Stadion im. Borisa Paiczadze (gruz.: ბორის პაიჭაძის სახელობის ეროვნული სტადიონი) – wielofunkcyjny stadion sportowy w Tbilisi, na którym rozgrywane są mecze Dinama Tbilisi i reprezentacji Gruzji. Stadion został otwarty 29 września 1976 roku i obecnie może pomieścić do 58000 widzów. Posiada 584 miejsca dla VIP-ów i 62 miejsca dla prasy. W 2015 roku stadion gościł spotkanie o Superpuchar Europy UEFA.